# Irmãos Keller
Irmãos Keller é um banco fictício da Comédia de Humana de Honoré de Balzac, formado pelos três irmãos Keller, que pertencem à categoria dos predadores na Alta Finança, seguindo o exemplo de Frédéric de Nucingen.

## Cronologia dos irmãos Keller na Comédia Humana
- Em 1819, em Les Petits Bourgeois[1], sua fortuna é feita quase ao mesmo tempo e seguindo os mesmos métodos do barão de Nucingen. Eles são aliados ao conde Malin de Gondreville em Le Cabinet des Antiques. Ferdinand du Tillet os qualifica de degoladores do comércio em César Birotteau. Eles perdem muito dinheiro na terceira liquidação de Nucingen.

- Em 1823, Victurnien d'Esgrignon, que já lhes devia duzentos mil francos, apresenta-lhes um letra falsa de trezentos mil francos que eles aceitam.

- Em 1833, em Le Député d'Arcis, os burgueses que votam habitualmente em François Keller se recusam a votar em seu filho Charles Keller, que morrerá pouco depois.

## Presença
Os Keller são personagens de fundo da Comédia Humana em matéria de finanças. Encontra-se este estabelecimento em um grande número de romances onde se trata de especulação e dinheiro:
- L'Envers de l'histoire contemporaine;
- Modeste Mignon;
- Le Cousin Pons;
- Pierrette;
- Illusions perdues;
- La Maison Nucingen;
- Splendeurs et misères des courtisanes.